# Forestville, Wisconsin
Forestville är en ort i Door County i delstaten Wisconsin, USA.